# Hotel del Coronado
L'Hotel del Coronado, noto anche come The Del e Hotel Del, è uno storico albergo situato nella città di Coronado, vicino a San Diego in California.

## Storia
L'albergo è stato designato come California Historical Landmark nel 1970 e National Historic Landmark nel 1977.
Quando è stato aperto nel 1888, era l'hotel resort più grande del mondo. Nel corso degli anni, ha ospitato presidenti, reali e celebrità. L'hotel è stato descritto in numerosi film e libri.
L'hotel ha ricevuto una valutazione di quattro diamanti dall'American Automobile Association e un tempo, secondo USA Today, era nella lista dei dieci principali resort al mondo.

## Descrizione
È uno dei pochi esempi sopravvissuti di un genere architettonico americano: il beach resort vittoriano in legno. È la seconda struttura in legno più grande degli Stati Uniti (dopo il Tillamook Air Museum di Tillamook, nell'Oregon).